# Aled Jones
Aled Jones (Bangor, 29 dicembre 1970) è un cantante, attore e conduttore televisivo gallese. Si afferma fin da bambino come celeberrima voce bianca Ha quindi una carriera di successo come cantante (baritono), attore e presentatore di popolari programmi alla radio e alla televisione britanniche.

## Biografia
Aled Jones nasce nel 1970 a Bangor (Galles). Cresce nella piccola comunità di lingua gallese di Llandegfan ad Anglesey. Apprende l'inglese come seconda lingua frequentando le scuole. L'orgoglio per la propria identità gallese lo accompagna per tutta la sua carriera.

### Voce bianca solista
Nel 1980, a nove anni, Jones entra a far parte del coro della Cattedrale di Bangor, di cui nel giro di due anni diviene principale voce solista. Le straordinarie qualità della voce acuta di Jones lo pongono ben presto all'attenzione del pubblico e delle case discografiche. Nel 1982, vince le competizioni da solista del Cerdd Dant per i concorrenti under 12 all'Urdd Eisteddfod e pubblica i suoi primi dischi. I suoi primi impegni da professionista sono nel marzo 1983 per una rappresentazione dell'oratorio Elia di Mendelssohn con la University of Wales at Bangor e nel 1984 nel ruolo dell'angelo nell'oratorio Jephtha di Georg Friedrich Händel trasmesso sulla BBC2 e BBC Radio 3. Da allora è un crescendo di impegni e di successi con un calendario intensissimo di concerti e registrazioni. Il 21 giugno 1985, Jones è protagonista di un documentario della BBC per la serie Omnibus, vincitore del premio Emmy, intitolato The Treble. Lavora con la National Philharmonic Orchestra, alla colonna sonora del film La storia di Babbo Natale (Santa Claus: The Movie, 1985). Sempre nel 1985, è chiamato da Mike Oldfield a collaborare al suo album Pictures in the Dark con una canzone a tre voci, assieme a Anita Hegerland e Barry Palmer. 
Il culmine della popolarità arriva con la sua versione di "Walking in the Air", canzone che originariamente era stata eseguita nel 1982 da Peter Auty, voce solista del coro della Cattedrale di San Paolo (Londra), per il film The Snowman, basato sul libro di Raymond Briggs. La versione di Jones riscuote un amplissimo successo popolare, entrando nei primi posti delle classifiche di vendita nel Regno Unito.
Nel 1986, Jones contribuisce alla colonna sonora del film d'animazione A Winter Story. Entro la fine di quell'anno avrà registrato 16 album, venduto più di sei milioni di copie e cantato per Papa Giovanni Paolo II, la Regina Elisabetta II, il Principe e la Principessa del Galles, oltre a partecipare come ospite in numerosi programmi televisivi. Nel giugno 1986 canta anche a Las Vegas al matrimonio delle celebrità Bob Geldof e Paula Yates. 
Jones ha avuto la particolarità di essere il primo artista ad avere due album classici elencati simultaneamente nelle classifiche musicali riservate ai dischi di musica leggera. Non tralascia il repertorio classico più impegnativo, lavorando nel 1984 con Leonard Bernstein all'esecuzione dei Chichester Psalms e nel 1986 cantando il ruolo di Joas nell'oratorio Athalia di Georg Friedrich Händel, con Joan Sutherland e Emma Kirkby e la direzione di Christopher Hogwood.
Con la pubblicazione alla fine del 1986 della sua prima biografia, Walking on Air, si chiude anche la sua intensa carriera di voce bianca solista. A 16 anni la sua voce è soggetta al suo cambiamento naturale.

### Attore, cantante, conduttore alla radio e alla televisione
Tra i 16 e i 18 anni, nel periodo in cui tiene a debito riposo le sue corde vocali, Jones compie delle tournee in Giappone con il Vienna Woods Boy's Choir come voce narrante (in giapponese) dell'opera Hänsel e Gretel di Engelbert Humperdinck. 
Negli anni seguenti, continua a studiare canto come baritono alla Royal Academy of Music e recitazione alla Bristol Old Vic Theatre School. Nel maggio-giugno 1988 ha la sua prima esperienza di conduttore televisivo con Chatterbox, un programma per adolescenti. Nel settembre 1990, fa il suo debutto come attore al Royal Theatre (Northampton) nell'adattamento teatrale di Shaun McKenna del romanzo Com'era verde la mia vallata di Richard Llewellyn nel ruolo dell'adolescente Huw Morgan.
Nel 1995 riveste il ruolo di protagonista in una produzione del musical Joseph and the Amazing Technicolor Dreamcoat di Andrew Lloyd Webber sul palcoscenico del Blackpool Wintergardens Opera House. Da settembre 1996 a maggio 1997 interpreta come attore il giovane Tom Gradgrind in un adattamento teatrale del romanzo Tempi difficili di Charles Dickens, che lo porta a recitare in vari teatri del Regno Unito.
Nel 2000 Jones comincia la sua carriera come conduttore radiofonico di un proprio programma trasmesso settimanalmente alla domenica mattina dalla BBC Radio Wales.
Dal 2002 la BBC lo invita a cantare nel programma televisivo di musica religiosa, Songs of Praise. La presenza nel popolarissimo programma segna l'inizio di una nuova era per Jones. A causa della richiesta del pubblico, si ritrova infatti a cantare sempre più canzoni nel programma, e questo alla fine lo porta nel 2003 a pubblicare Aled, il suo primo album con la sua nuova voce da baritono, per l'etichetta Universal Music, seguito da un secondo album Higher, entrambi accolti con grande favore dal pubblico. L'8 agosto 2003 il popolarissimo programma This Is Your Life presentato da Michael Aspel dedica una sua puntata alla biografia di Jones, celebrandone i successi da bambino e da adulto.
Nel 2004 Jones partecipa, con grande successo popolare, come concorrente alla seconda serie di "Strictly Come Dancing", riservata a celebrità che si cimentano nel ballo. Il ruolo di Jones nel programma televisivo Songs of Praise intanto cresce fino a divenirne dal 2005 il conduttore principale. Sempre nel 2005 Jones pubblica la sua seconda biografia, Aled: The Autobiography, scritta in collaborazione con Darren Henley, che sarà ancora rivista ed aggiornata nel 2013 sotto il titolo Aled Jones: My Story.
Nel 2007 Jones pubblica due singoli con Terry Wogan in sostegno dell'appello di Children in Need per una raccolta di fondi.
Oltre che in concerto, Jone continua ad apparire in numerose produzioni teatrali. È nel cast (nel ruolo dell'ubriaco) nell'adattamento operistico del racconto Il piccolo principe di Antoine de Saint-Exupéry, che il 6 aprile 2005 viene trasmesso alla televisione britannica per la regia di Francesca Zambello. Dal 3 luglio al 30 agosto 2008, Jones interpretato il ruolo principale di Caractacus Potts nel musical Chitty Chitty Bang Bang presso il Wales Millennium Centre, Cardiff. È tornato sul palco, interpretando Bob Wallace nel musical White Christmas al Theatre Royal di Plymouth e a The Lowry, Salford Quays, dal novembre 2009 al 9 gennaio 2010, e di nuovo dall'11 al 26 novembre 2011 al Mayflower Theatre di Southampton, dal 1 al 17 dicembre al Grand Canal Theatre di Dublino e all'Empire Theatre di Liverpool (dal 22 dicembre 2011 al 7 gennaio 2012). L'8 novembre 2014 fa il suo debutto nel West End, interpretando sempre il ruolo di Bob Wallace in White Christmas, al Dominion Theatre, Tottenham Court Road. 
Jones rimane una familiare presenza alla televisione britannica dove, in aggiunta al suo continuo impegno di conduttore di Songs of Praise, ha presentato per la BBC e altri canali numerosi altri programmi di successo come Cash in the Attic (2010–12), Daybreak (2012-14), Escape to the Country (2010–13) e Going Back Giving Back (2016–19).
Nel 2013, gli è conferito l'Ordine dell'Impero Britannico in riconoscimento del contributo dato alla musica e all'intrattenimento e per il suo impegno umanitario.
Sposato nel 2001 con Claire Fossett è padre di due figli. La figlia maggiore Emilia Jones ha intrapreso con successo fin da bambina la carriera attoriale. Nell'album One Voice: Believe (2017), il figlio minore, Lucas, allora dodicenne, si unisce al padre nell'esecuzione a due voci dell'inno The Lord is My Shepherd di Howard Goodall.

## Discografia

### Come voce bianca
- Ave Maria -- album (1984)
- All Through the Night -- album (1985)
- Voices from the Holy Land -- album (1985)
- Aled Jones with the BBC Welsh Chorus -- album (1985)
- Memory -- singolo (1985)
- Walking in the Air -- singolo (1985)
- Where E’er You Walk -- album (1986)
- A Winter Story -- singolo (1986)
- Pie Jesu -- album (1986)
- An Album of Hymns -- album (1986)
- Handel's Athalia, conducted by Christopher Hogwood -- CD (1986)
- Bernstein's Chichester Psalms, conducted by Christopher Hogwood -- CD (1986)

### Come baritono
- Aled -- album (2002)
- Higher -- album (2003)
- The Christmas Album -- album (2004)
- New Horizons -- album (2005)
- Reason to Believe -- album (2007)
- Silver Bells / Me and My Teddy Bear - singolo, con Terry Wogan (2009)
- Aled’s Christmas Gift -- album (2010)
- Forever -- album (2011)
- The Heart of It All -- album (2014)
- One Voice -- album (2016)
- One Voice at Christmas	 -- album (2017)
- In Harmony -- album (2018)
- Back in Harmony -- album (2019)